# În pat cu Madonna
În pat cu Madonna (lansat sub numele Adevăr sau provocare în Statele Unite și Canada), este un documentar care prezintă viață în spatele scenei al Madonnei în timpul turneului mondial Blond Ambition Tour. Lansat în 1991, filmul a fost în general primit cu recenzii pozitive de la critici, și având încasări bune la box office. La ora actualǎ, este al cincilea cel mai bine vândut documentar al tuturor timpurilor, cu încasǎri de aproximativ 29 milioane $.